# 先鋒号

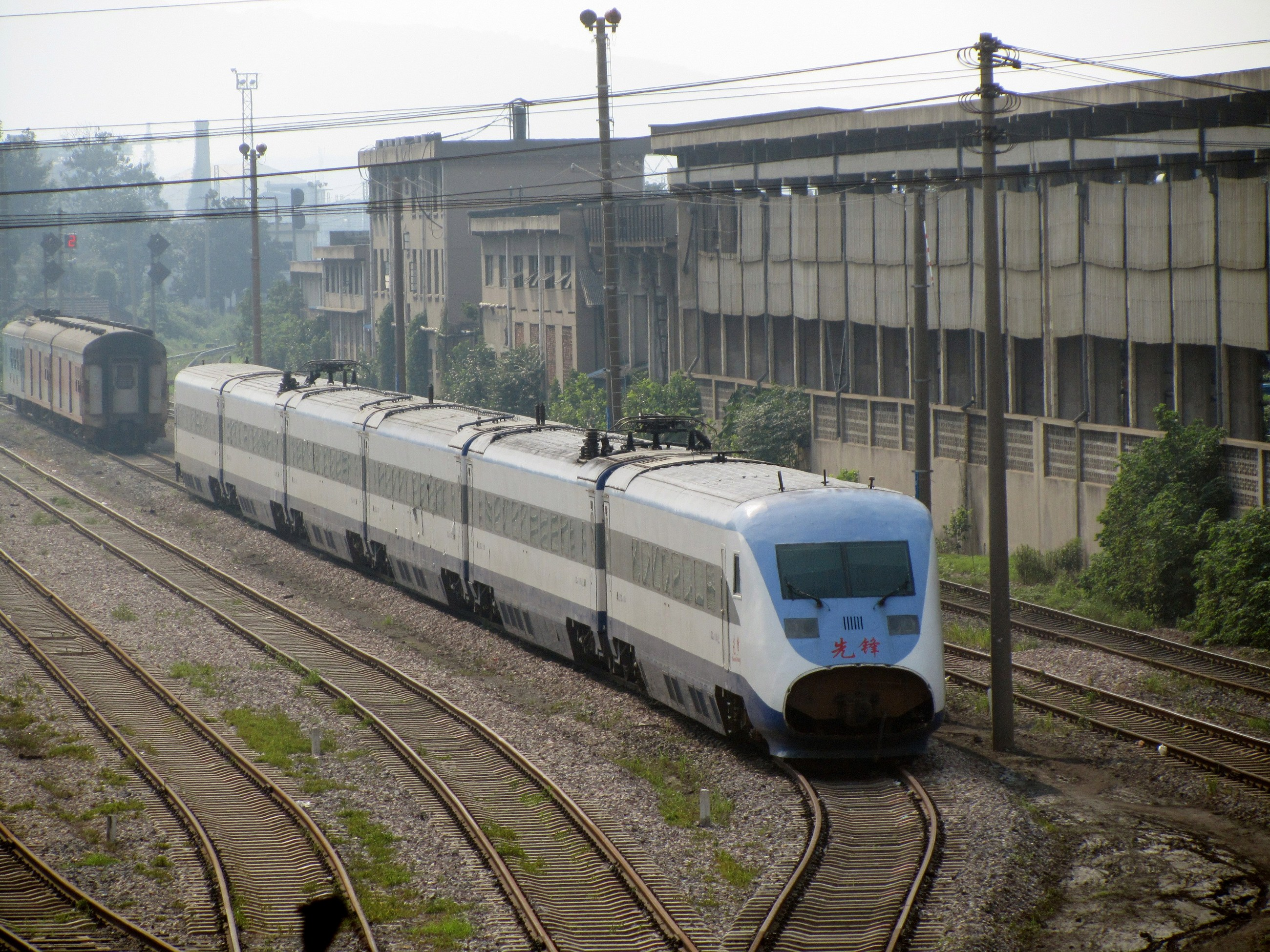
先鋒号

中国国鉄DJF2型電車「先鋒号」 （先鋒號電動車組、ちゅうごくこくてつDJF2がたでんしゃ「せんぽうごう」） は中華人民共和国鉄道部（中国国鉄）の交流型電車方式の準高速鉄道車両である。
技術移転により新幹線300系電車と同じM1+T+M2ユニットが採用され、三菱電機製のインテリジェントパワーモジュールを搭載している。最高速度は200km/hで2002年9月の試験走行では最高速度292km/hに達した。6両編成で構成され、一等軟座車が1両、2等軟座車が5両の編成定員424人である。
成都鉄路局に配備され2007年7月7日より成都・重慶間で最高速度160km/hで運転を開始したが、故障が多発している。

## 諸元
- 組成：6両編成(4M2T)
- 編成定員：424人
- 座席配置：2+2
- 最高運転速度：160km/h (200km/hも可)
- 試験最高速度：292km/h
- 軌間：1,435mm (標準軌)
- 車体構造：大型中空型材合金車体
- 電気方式：AC25kV，50Hz
- 自重：≤54.2 t（空車時）

## 編成
| 車番号     | 車番号     | 車番号     | 車番号         | 1                                                          | 2                                        | 3                                      | 4                                      | 5                                        | 6                                        |
| 車両番号   | 製造当初   | 製造当初   | 製造当初       | XYZ 001                                                    | XYZ 002                                  | XYZ 003                                | XYZ 004                                | XYZ 005                                  | XYZ 006                                  |
| 車両番号   | 改番後     | 改番後     | 改番後         | RZ25DD111155                                               | RZ25DD111159                             | RZ25DT111158                           | RZ25DT111156                           | RZ25DD111157                             | RZ25DD111154                             |
| 技術の特徴 | 型番       | 型番       | 型番           | RZ25DD                                                     | RZ25DD                                   | RZ25DT                                 | RZ25DT                                 | RZ25DD                                   | RZ25DD                                   |
| 技術の特徴 | 車のタイプ | 車のタイプ | 車のタイプ     | 動力車(Mc)                                                 | 動力車(M)                                | 付随車(T)                              | 付随車(T)                              | 動力車(M)                                | 動力車(Mc)                               |
| 技術の特徴 | ユニット   | ユニット   | ユニット       | 1                                                          | 1                                        | 1                                      | 2                                      | 2                                        | 2                                        |
| 技術の特徴 | 動力の分布 | 動力の分布 | 動力の分布     | ●● ●●                                                      | ●● ●●                                    | 〇〇 〇〇                              | 〇〇 〇〇                              | ●● ●●                                    | ●● ●●                                    |
| 技術の特徴 | 軸式       | 軸式       | 軸式           | Bo-Bo                                                      | Bo-Bo                                    | 2-2                                    | 2-2                                    | Bo-Bo                                    | Bo-Bo                                    |
| 技術の特徴 | 主要な設備 | 主要な設備 | パンタグラフ   | -                                                          | あり                                     | -                                      | -                                      | あり                                     | -                                        |
| 技術の特徴 | 主要な設備 | 主要な設備 | 牽引変圧器     | 三菱電機製（型式不明）                                     | 三菱電機製（型式不明）                   | 三菱電機製（型式不明）                 | 三菱電機製（型式不明）                 | 三菱電機製（型式不明）                   | 三菱電機製（型式不明）                   |
| 技術の特徴 | 主要な設備 | 主要な設備 | 牽引コンバータ | 三菱電機製 IPM IGBT-C/I MAP-304-A25V85                     | 三菱電機製 IPM IGBT-C/I MAP-304-A25V85   | 三菱電機製 IPM IGBT-C/I MAP-304-A25V85 | 三菱電機製 IPM IGBT-C/I MAP-304-A25V85 | 三菱電機製 IPM IGBT-C/I MAP-304-A25V85   | 三菱電機製 IPM IGBT-C/I MAP-304-A25V85   |
| 技術の特徴 | 主要な設備 | 主要な設備 | 台車           | 動力台車                                                   | 動力台車                                 | 无動力台車                             | 无動力台車                             | 動力台車                                 | 動力台車                                 |
| 技術の特徴 | 主要な設備 | 主要な設備 | 制動装置       | 動力制動（再生して主として、抵抗の予備）                   | 動力制動（再生して主として、抵抗の予備） | -                                      | -                                      | 動力制動（再生して主として、抵抗の予備） | 動力制動（再生して主として、抵抗の予備） |
| 技術の特徴 | 主要な設備 | 主要な設備 | 制動装置       | 空気制動（コンピュータの命令式の電力は空気を制御して制動） |                                          |                                        |                                        |                                          |                                          |
| 技術の特徴 | 主要な設備 | 主要な設備 | 制動装置       | 滑るのを防ぐシステムを制動                                 |                                          |                                        |                                        |                                          |                                          |
| 技術の特徴 | 車体       | 車体       | 車体           | 耐候鋼                                                     | 耐候鋼                                   | 耐候鋼                                 | 耐候鋼                                 | 耐候鋼                                   | 耐候鋼                                   |
| 技術の特徴 | 台車       | 型番       | 型番           | PW-250M                                                    | PW-250M                                  | PW-250T                                | PW-250T                                | PW-250M                                  | PW-250M                                  |
| 技術の特徴 | 台車       | 付属の設備 | 付属の設備     | 牽引電機 JD106                                             | 牽引電機 JD106                           | -                                      | -                                      | 牽引電機 JD106                           | 牽引電機 JD106                           |
| 載員の空間 | 載員の空間 | 載員の空間 | 載員の空間     | 運転手室                                                   | 乗客室，2等柔席                          | 乗客室，2等柔席                        | 乗客室，2等柔席                        | 乗客室，2等柔席                          | 運転手室                                 |
| 載員の空間 | 載員の空間 | 載員の空間 | 載員の空間     | 乗客室，1等柔席                                            | 乗客室，2等柔席                          | 乗客室，2等柔席                        | 乗客室，2等柔席                        | 乗客室，2等柔席                          | 乗客室，2等柔席                          |
| 載員の空間 | 載員の空間 | 載員の空間 | 載員の空間     | 便所                                                       |                                          |                                        |                                        |                                          |                                          |
| 定員       | 定員       | 定員       | 定員           | 56                                                         | 76                                       | 76                                     | 76                                     | 76                                       | 64                                       |